# Hoyerswerda
Hoyerswerda er en by i den tyske delstat Sachsen i Landkreis Bautzen. Byen er (pr. juli 2019) den 12. største by i delstaten. Den ligger i den nordøstlige del af Sachsen, på grænsen til delstaten Brandenburg, i det område der kaldes Lausitz.
Der er et sorbisk mindretal i området, og derfor står alle offentlige skilte i byen på to sprog - tysk, såvel som sorbisk.

## Historie
Det gamle historiske Hoyerswerda blev oprindelig grundlagt af sorbere, som er et slaviske folk, der boede i det nuværende østlige Tyskland. Byen og området blev germanisteret omring det 12. og 13. århundrede da kaiser Karl IV købte området i 1353. I dag er der en gammel bykerne, som vidner om, at byen har rødder i en middelalderlig tid.
Øst for den gamle bykerne ligger der en ny bydel, som blev bygget i DDR tiden. Den består af en lang række højhuse, som er bygget op omkring en række brede dobbeltsporede alleer. Denne bydel er anlagt efter typisk kommunistisk DDR stil, med såkaldte "plattenbau" byggerier, som er højhuse der er bygget op som elementbyggeri. Arkitekturen var bygget op omkring lange lige linjer, med gentagelser og åbne pladser og bredde vejforløb. Byen har en del trolleybusser.
Denne nye bydel blev bygget til de mange arbejdere der var beskæftiget i det meget store gasproduktionsanlæg og brunkulskraftværk (VEB Gaskombinat Schwarze Pumpe), som lå i bydelen Schwarze Pumpe i byen Spremberg i Landkreis Spree-Neiße i delstaten Brandenburg. I perioden 1965 - 1975 gik indbyggertallet fra ca. 10.000 til over 70.000.

## Tiden efter 1989
Med DDRs sammenbrud forsvandt langsomt levegrundlaget for byen, i og med, at energiproducenten (brunkulsforarbejdningsanlægget) Schwarze Pumpe langsomt mistede betydning for energiproduktionen for det nye Tyskland. Byen har oplevet en stor tilbagegang i indbyggertallet. I perioden fra 1984 til 2019 er indbyggertallet mere end halveret fra 70.000 til under 33.000. Bertelsmann-Stiftung forventer i en prognose en tilbagegang til 24.080 indbyggere per 31. december 2030. Tysk befolkningsstatistik angiver altid indbyggertallet per 31. december i året.
Som reaktion herpå er flere af boligblokkene, som DDR lod opføre, revet ned.
Byen oplevede store racistiske opstande i 1991, hvor asylansøgeres boliger systematisk blev angrebet og chikaneret af højreekstremister.